# Club Esportiu Europa

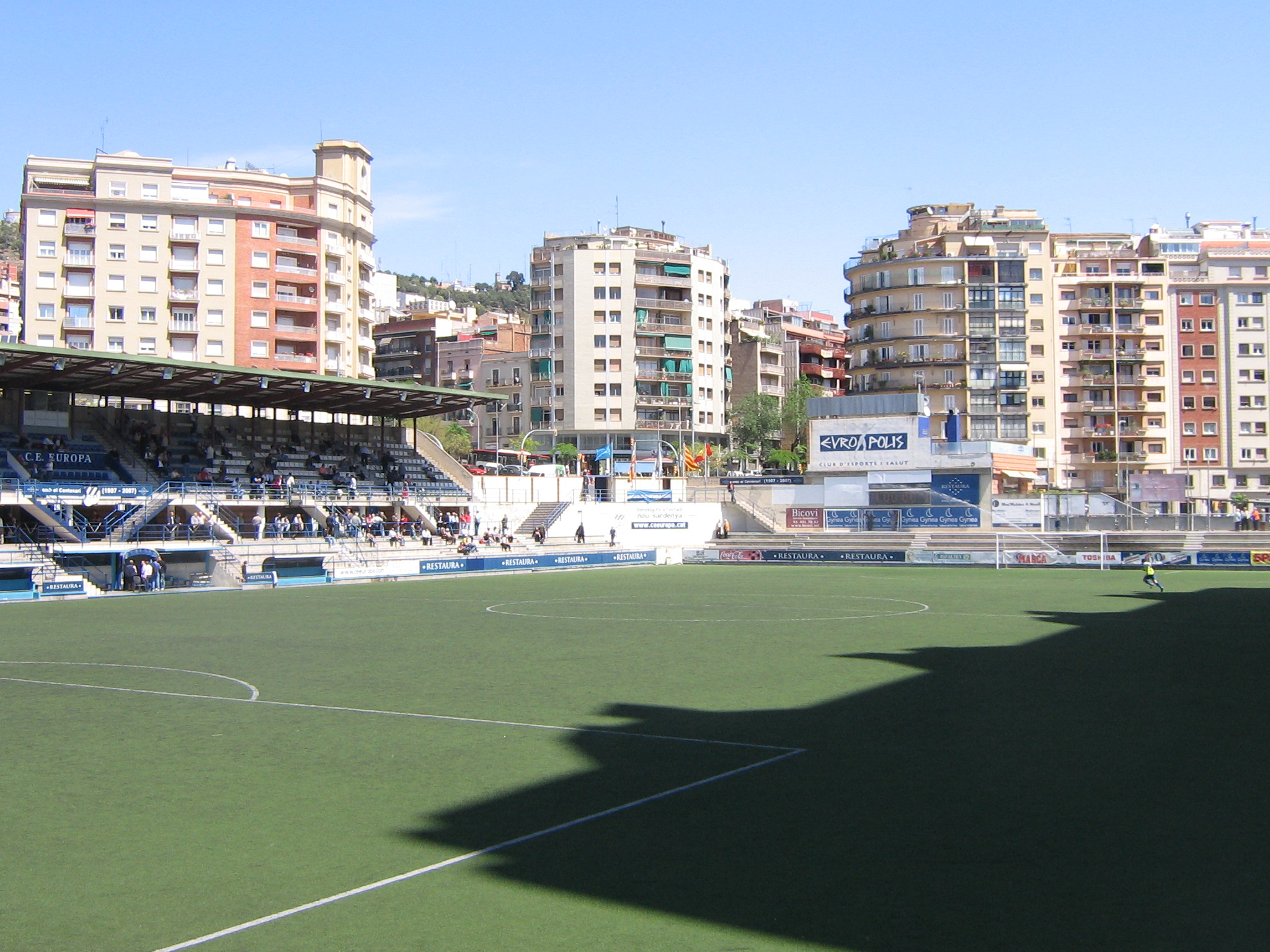
Nou Sardenya

Il Club Esportiu Europa è una società calcistica spagnola con sede nel distretto di Gràcia a Barcellona, in Catalogna.
Gioca nella Segunda División RFEF, la quarta serie del campionato spagnolo.

## Storia
Nonostante attualmente la squadra sia relegata nelle categorie inferiori, è considerata un club storico del calcio spagnolo, in quanto fu uno dei club fondatori della Primera División spagnola, categoria in cui militò per i primi tre anni. 
Disputò inoltre anche una finale della Coppa del Re, persa nel 1923 contro l'Athletic Bilbao per 1-0. Prima di trasferirsi nel nuovo impianto, giocavano le partite casalinghe nel Camp del Guinardó.

### Nomi precedenti
- 1907-1931: CD Europa
- 1931-1932: Catalunya FC
- 1932-1985: CD Europa
- 1985-: CE Europa

## Statistiche

### Partecipazioni ai campionati

#### Tornei nazionali
- 1ª División: 3 stagioni

- 2ª División: 6 stagioni

- 2ª División B: 1 stagioni

- 3ª División: 51 stagioni

## Palmarès

### Competizioni nazionali
- Tercera División: 3

1961-1962, 1962-1963, 2020-2021
- Tercera Federación: 1

2022-2023 (gruppo 5)
- Segunda Federación: 1

2024-2025 (gruppo 3)

### Competizioni regionali
- Campionato catalano di calcio: 1

1922-1923
- Copa Catalunya: 3

1996-1997, 1997-1998, 2014-2015

### Altri piazzamenti
- Coppa di Spagna:

Finalista: 1923
- Segunda División:

Terzo posto: 1963-1964 (gruppo I)